# Algue Klamath (complément alimentaire)
L'algue Klamath est une cyanobactérie de l'espèce Aphanizomenon flosaquae (AFA) utilisée comme complément alimentaire. Elle ne se confond pas strictement avec celle-ci étant donné qu'il ne s'agit que d'une souche non toxique d'une espèce comptant une multitude de souches toxiques. Elle tire son nom du fait qu'elle est récoltée à la surface du lac Klamath dans l'Oregon, aux États-Unis.

## Histoire
Les cyanobactéries, appelées autrefois « algues bleues », et notamment la spiruline d'Amérique du sud, font partie du régime alimentaire traditionnel de nombreuses cultures. Elles ont été utilisées comme nourriture et pour le commerce par de nombreux peuples indigènes, notamment en Afrique, en Asie et dans les Amériques (Aztèques, Mayas…).
À partir des années 1980, Aphanizomenon flosaquae commença à être récoltée pour être vendue comme complément alimentaire. La plus grande partie de la production provient du lac Klamath supérieur, dans l'Oregon, aux États-Unis, qui a donné à la cyanobactérie son nom d'usage courant.
Depuis 2019, l'AFA Klamath est également produite en milieu contrôlé sous le nom de "Pastel d'eau" par la startup française Kyanos Biotechnologies.

## Biologie
Aphanizomenon flosaquae fait partie des cyanobactéries, qui sont parmi les organismes les plus anciens sur terre, présents peut-être depuis plus de 3.5 milliards d'années (ère de l'Archéen).
AFA a la structure cellulaire classique d'un procaryote. Elle utilise la photosynthèse pour produire les ressources nutritives (glycogène) stockées et consommées par la cellule. La plupart des cyanobactéries sont extrêmement efficaces pour la photosynthèse, encore plus même que les plantes. La cyanobactérie utilise l'énergie du soleil, le dioxyde de carbone de l'air et l'eau pour synthétiser les protéines, les glucides et les lipides. AFA, comme d'autres procaryotes, est aussi capable d'utiliser directement l'azote de l'air pour produire des protéines et d'autres biomolécules.

## Toxicité
En tant qu'espèce, Aphanizomenon flosaquae contient à la fois des souches non toxiques (celles utilisées pour la consommation humaine), et des souches toxiques[réf. nécessaire]. Ces dernières peuvent parfois contaminer la récolte avec certaines toxines (notamment les microcystines, toxiques pour le foie). L'agence française de sécurité sanitaire des aliments (AFSSA) a mis en garde contre ce risque dans un avis rendu en 2003 : l’AFSSA estime que le produit ne présente pas toutes les garanties d’innocuité et que l'effet de l'AFA sur le « bien-être » n'est pas scientifiquement étayé. Il est donc important de vérifier la qualité et les certifications des produits utilisés comme complément alimentaire.
Le lac Klamath, où est récoltée Aphanizomenon flosaquae, sous le nom impropre d'« algue Klamath », est un écosystème aquatique perturbé, soumis à de nombreuses efflorescences cyanobactériennes, en particulier de Microcystis aeruginosa. Les cyanobactéries du genre Microcystis produisent des toxines appelées microcystines qui sont hépatotoxiques (endommagent le foie) et potentiellement cancérogènes. Des problèmes récurrents de contamination à la récolte ont conduit les autorités sanitaires de l'Oregon à imposer une limite régulatoire de la quantité de microcystines dans la cyanobactérie Aphanizomenon flos aquae produite à destination humaine en 1996. Cette même année, 85 des 87 échantillons testés contenaient des microcystines tandis que 63 échantillons étaient au-dessus de la limite maximale admissible de 1 µg/g. Selon l’agence française de sécurité sanitaire des aliments (AFSSA), « le produit est contaminé par des microcystines à des concentrations dépassant à plusieurs reprises la teneur maximale qui peut être dérivée de la DJT proposée par l’OMS ». Des cyanobactéries de l’espèce Aphanizomenon flosaquae (mais d'une souche différente d'AFA, celle utilisée pour la consommation humaine[réf. nécessaire]) peuvent aussi contenir de l’aphantoxine, une neurotoxine proche de la saxitoxine.
Fin 2012, une étude allemande a remis en cause la pertinence de la consommation humaine de produits à base d'Aphanizomenon flosaquae pour des questions de cytoxicité in vitro et de contamination aux microcystines.
Parallèlement, en Italie, une autre étude a mis en évidence la contamination systématique aux microcystines d'échantillons d'AFA, et fait état d'un risque prévisible pour les consommateurs à partir d'une exposition chronique ou sous-chronique d'une consommation pourtant modeste de 4 grammes par jour.
Du fait du risque de présence de ces toxines, il est conseillé une consommation quotidienne inférieure à 3 grammes. De plus, il est déconseillé toute interaction avec les antidépresseurs (du fait de la présence de phényléthylamine) et les anticoagulants (du fait de sa teneur en vitamine K).

## Utilisation comme complément alimentaire
La cyanobactérie Aphanizomenon flosaquae est utilisée comme complément alimentaire pour sa richesse nutritive, mais aussi pour certaines possibles propriétés thérapeutiques qui ont fait l'objet d'études scientifiques.
Elle contient notamment :
- tous les acides aminés essentiels ;
- au moins 11 vitamines, notamment vitamine A (bêta-carotène), vitamine C vitamine E, vitamine K et la plupart des vitamines du groupe B ;
- des minéraux et des traces de minéraux (calcium, chrome, cuivre, fer, magnésium, manganèse, zinc…). La composition précise dépend de l'environnement minéral où la cyanobactérie s'est développée;
- des protéines (environ 60 % de sa masse sèche) ;
- des acides gras essentiels (notamment de l'acide alpha-linolénique, un oméga 3)[réf. nécessaire] ;
- des polysaccharides, qui activent les lymphocytes et facilitent la lutte contre les toxines[réf. nécessaire] ;
- de la phényléthylamine, qui active la synthèse naturelle de la dopamine et d'autres neurotransmetteurs, jouant un rôle favorable sur l'humeur[réf. nécessaire] ;
- de la chlorophylle et de la phycocyanine[réf. nécessaire] ;
- de l’aphantoxine, une neurotoxine proche de la saxitoxine, neurotoxine paralysante.

Selon l’agence française de sécurité sanitaire des aliments (AFSSA), « en dehors de l’apport de molybdène, le produit présente peu d’intérêt nutritionnel ».
En plus de cette composition, qui la fait parfois qualifier de « superaliment » (superfood), AFA a aussi montré certaines propriétés thérapeutiques intéressantes.
La phycocyanine (pigment photosynthétique responsable de la teinte bleue des cyanobactéries) est connue pour ses propriétés antioxydantes et anti-inflammatoires. D'autres recherches ont également montré une possible action anti-tumorale de la phycocyanine.
Une étude menée au Royal Victoria Hospital, à Montréal (Canada), a montré que la cyanobactérie stimulait le système immunitaire en facilitant la circulation des cellules immunitaires.
Enfin, une des propriétés qui suscite le plus d'intérêt est la capacité apparente de l'AFA à stimuler in vitro la production des cellules souches de la moelle épinière, ce qui contribuerait à favoriser la régénération cellulaire.